# سوني كلارك
سوني كلارك (بالإنجليزية: Sonny Clark)‏ هو عازف جاز وعازف بيانو وملحن أمريكي، ولد في 21 يوليو 1931 في Herminie, Pennsylvania ‏ في الولايات المتحدة، وتوفي في 13 يناير 1963 في نيويورك في الولايات المتحدة.

## وصلات خارجية
- سوني كلارك على موقع ميوزك برينز (الإنجليزية)
- سوني كلارك على موقع أول ميوزيك (الإنجليزية)
- سوني كلارك على موقع ديسكوغز (الإنجليزية)